# Hoa hậu Hoàn vũ Tanzania

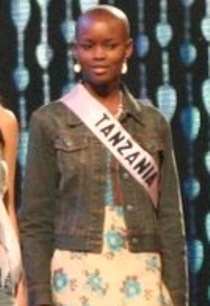
Flaviana Matata - Đương kim Hoa hậu Hoàn vũ Tanzania 2007 và Top 10 Hoa hậu Hoàn vũ 2007

Hoa hậu Hoàn vũ Tanzania là một cuộc thi sắc đẹp của Tanzania được tổ chức lần đầu tiên vào năm 2007. Người chiến thắng của cuộc thi Hoa hậu Hoàn vũ Tanzania sẽ đại diện cho đất nước Tanzania tham dự cuộc thi Hoa hậu Hoàn vũ.
Flaviana Matata, một cô gái với mái đầu trọc ấn tượng đã đăng quanh danh hiệu Hoa hậu Hoàn vũ Tanzania đầu tiên vào ngày 14 tháng 4 năm 2007. Cô trở thành cô gái Tanzania đầu tiên tham dự cuộc thi Hoa hậu Hoàn vũ và xếp thứ sáu chung cuộc.